# Byron Allen (Musiker)
Byron Allen (* 9. Dezember 1939 in Omaha) ist ein US-amerikanischer Altsaxophonist des Free Jazz.

## Leben und Wirken
Byron Allen wurde über die New Yorker Free-Jazz-Szene hinaus bekannt, als er am 25. September 1964 auf Empfehlung von Ornette Coleman für das Label ESP-Disk ein Album aufnahm; der Titel „Decision for the Cole-Man“," spielt auf diese Verbindung an. Seine Mitspieler waren Maceo Gilchrist (Kontrabass) und Ted Robinson (Drums). Das Album Byron Allen Trio war eine der ersten Jazz-Produktionen von ESP-Disk. Das Spiel des Allen-Trios bezog sich stilistisch stark auf das von Ornette Coleman dieser Zeit, mit Bassist David Izenzon und dem Schlagzeuger Charles Moffett. 15 Jahre später spielte Allen erneut ein Album ein, das auf dem Label Interface erschien.  Im Bereich des Jazz wirkte Allen zwischen 1964 und 1993 bei vier Aufnahmesessions mit.